# MSC Orchestra
Die MSC Orchestra ist ein Kreuzfahrtschiff der Reederei MSC Cruises. Das Schiff ist unter der Billigflagge Panama registriert.

## Geschichte

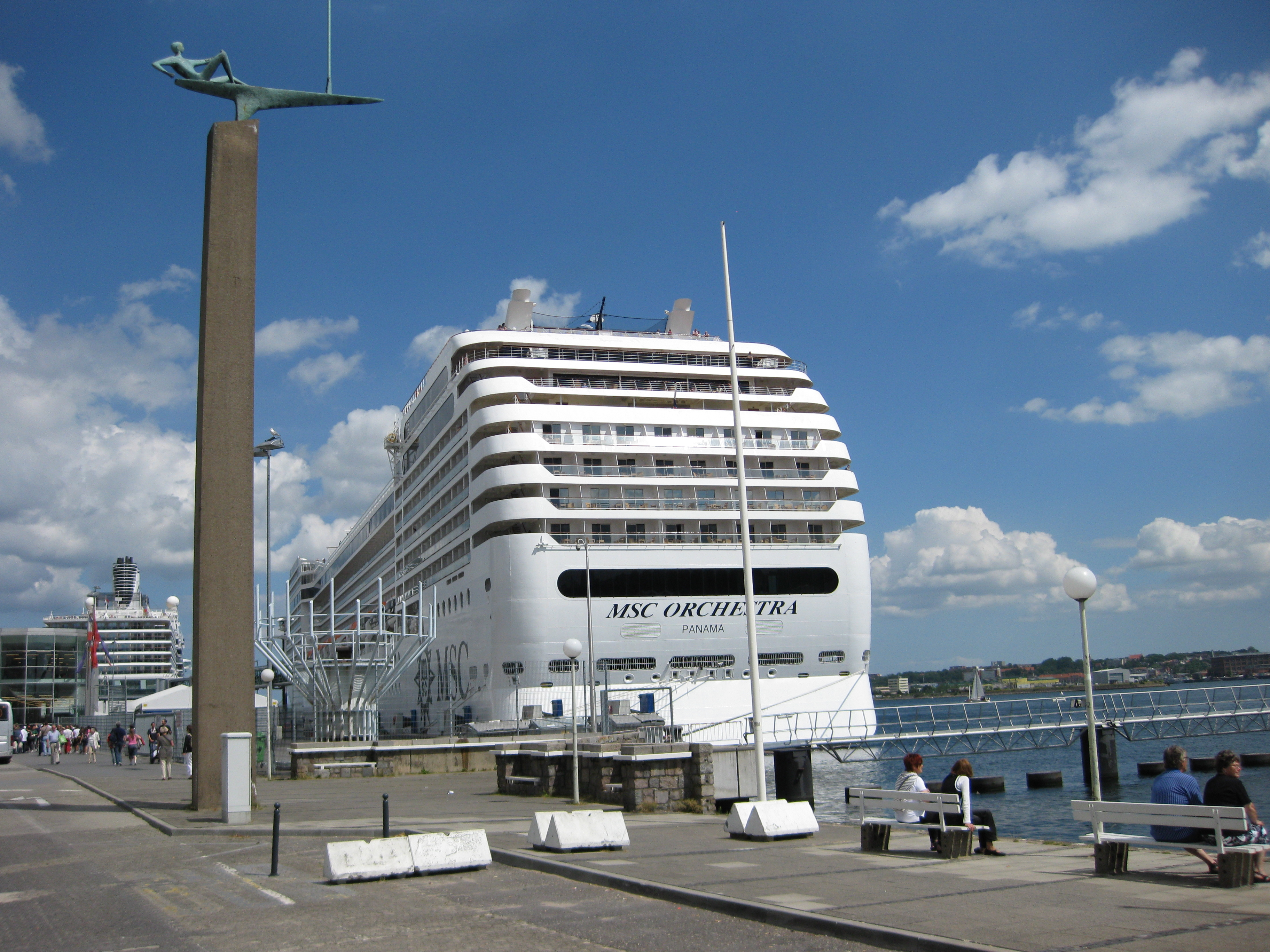
MSC Orchestra in Kiel

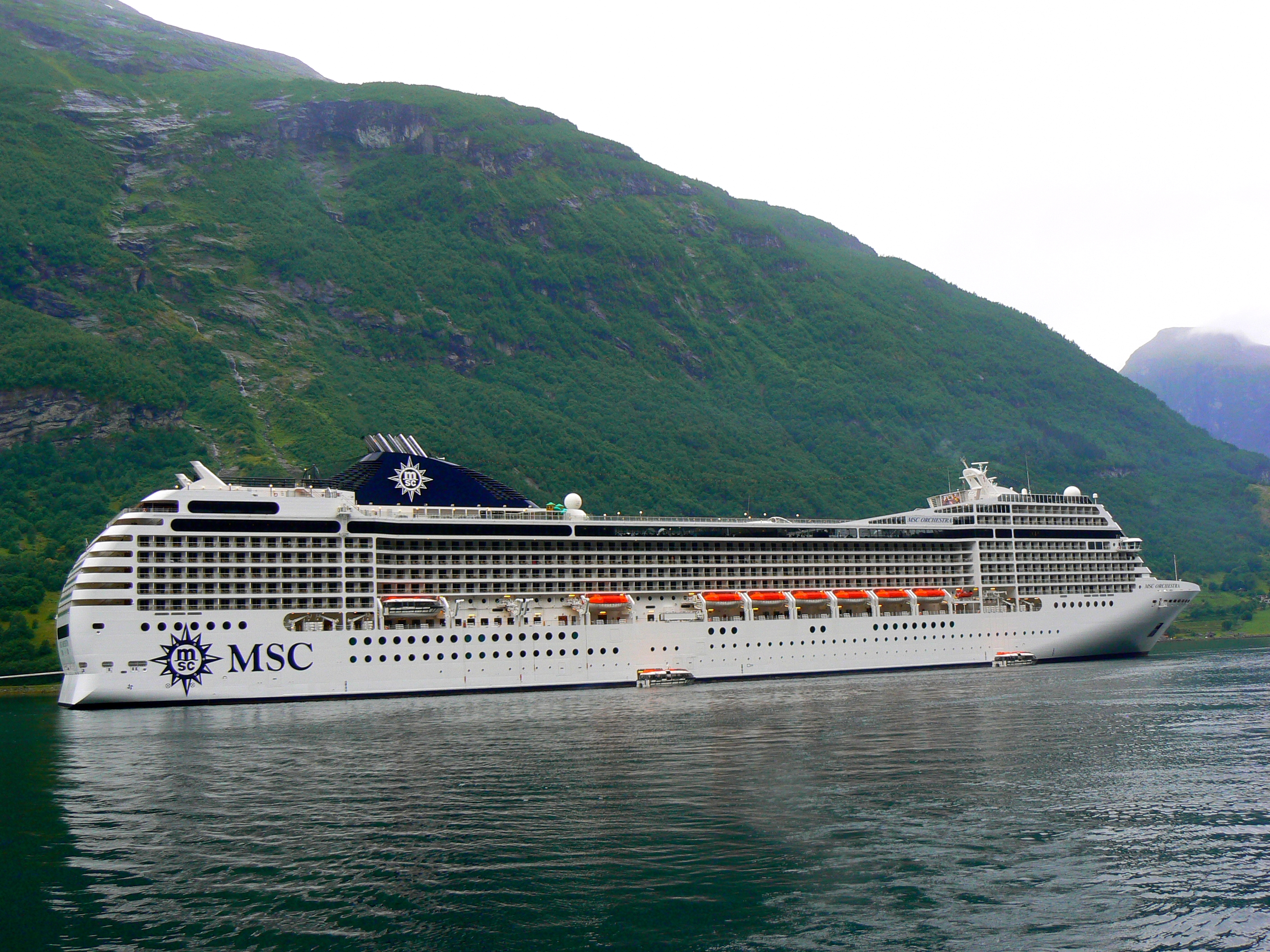
Die MSC Orchestra im Geirangerfjord, Sommer 2010

Die MSC Orchestra ist das zweite Kreuzfahrtschiff nach der MSC Musica, welches der Musica-Klasse angehört. Es wurde auf der Aker Yards Werft, Saint-Nazaire unter der Baunummer R32 gebaut. Das Designstudio De Jorio Design International war, wie bereits bei anderen MSC-Schiffen, für die Entwürfe des Innenausbaus zuständig. Dieses Design ist zum Markenzeichen der MSC-Kreuzfahrtschiffe geworden.
Das Aufschwimmen in der Werft erfolgte am 9. September 2006. Nachdem der Innenausbau sowie die technische Ausrüstung abgeschlossen waren, begann am 22. März 2007 die Erprobung auf See. Die Fahrten starteten von Saint-Nazaire und führten durch die Bucht der Biskaya im Atlantik. Dabei wurde eine Maximalgeschwindigkeit von 23 Knoten ermittelt. An dem Test waren insgesamt 350 Personen beteiligt.
Am 30. April 2007 wurde die MSC Orchestra an MSC Crociere übergeben. Am 5. Mai 2007 begann die Überführung von Saint-Nazaire nach Civitavecchia. Die Taufe wurde am 14. Mai 2007 um 20 Uhr durch die Schauspielerin Sophia Loren in Civitavecchia durchgeführt. Während der Taufe wurde Musik von Ennio Morricone passend zu einem Feuerwerk gespielt.

## Einsatz
Ihre Jungfernfahrt erfolgte ab dem 2. Juni 2007 von Venedig aus ins Mittelmeer.
In den Sommermonaten 2009, 2010 und 2011 wurden ab Kopenhagen und Kiel Kreuzfahrten nach Norwegen und in die Ostsee angeboten.
Zwischen Frühjahr und Herbst 2012 und 2013 befuhr die MSC Orchestra das westliche Mittelmeer.
2014 kehrte das Schiff nach Nordeuropa und in die Ostsee zurück.
Seit längerer Zeit wird sie im Winter an der Ostküste Südamerikas eingesetzt.

## Ausstattung
- 16 Decks (davon 13 den Passagieren zugänglich)
- 18 Suiten mit Balkon
- 809 Kabinen mit Balkon
- 173 Außenkabinen und
- 275 Innenkabinen
- Alle Kabinen besitzen einen interaktiven TV, eine Minibar und ein Radio
- 80 Prozent der 1275 Kabinen an Bord sind Außenkabinen mit Meerblick
- Das Zahlenverhältnis Passagier-Crew beträgt auf den Schiffen der Musica-Klasse 3:1

## Schwesterschiffe

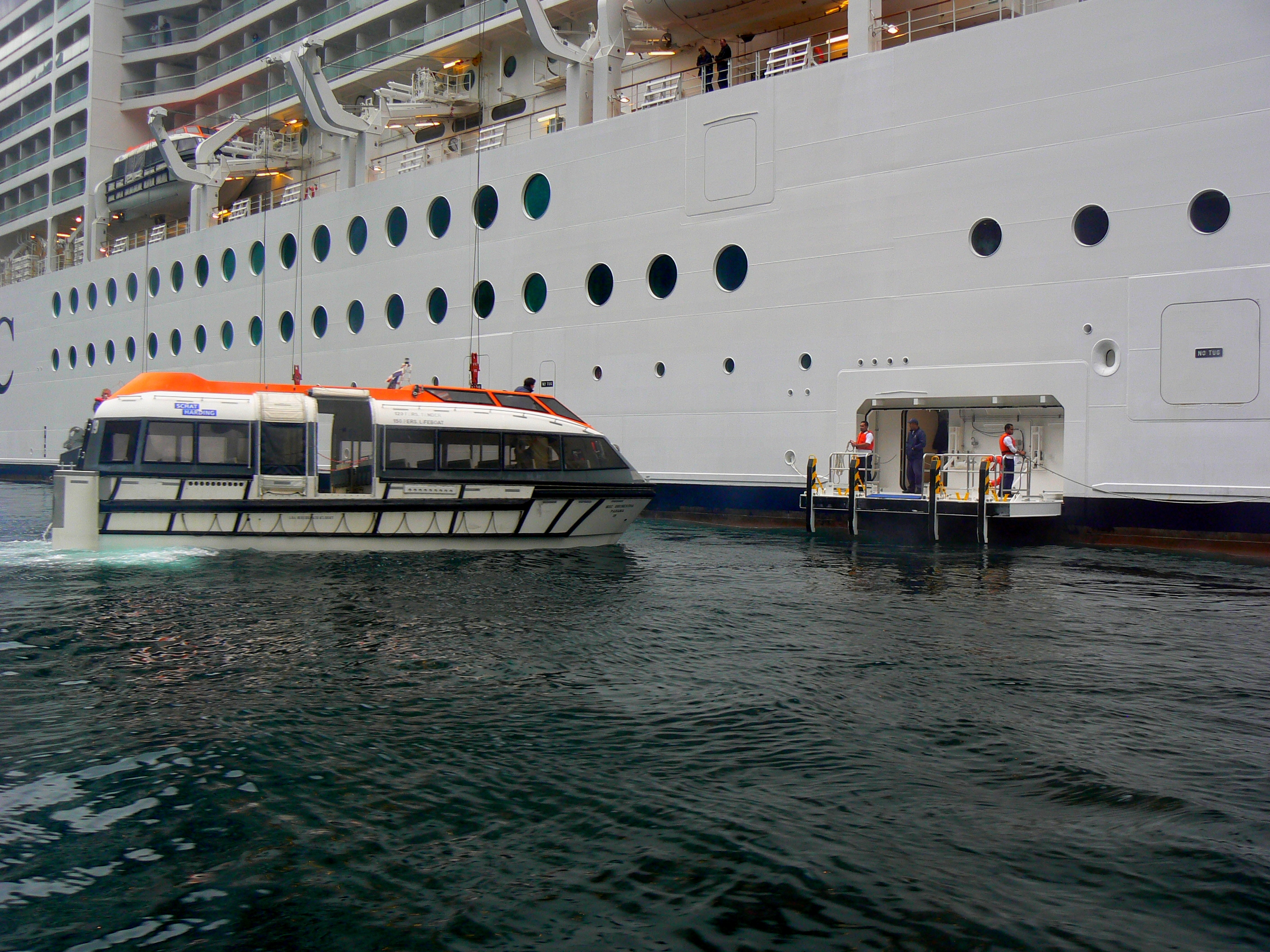
Ein Tenderboot der MSC Orchestra, Sommer 2010

Die MSC Musica, deren Jungfernfahrt am 1. Juli 2007 begann, ist ein Schwesterschiff der MSC Orchestra. Das dritte Schiff der Musica-Klasse ist die MSC Poesia, welche am 6. April 2008 in Dienst gestellt wurde. Seit dem 1. März 2010 ist die MSC Magnifica auf Reisen. Die Jungfernfahrt führte am 6. März 2010 von Saint-Nazaire zur Schiffstaufe nach Hamburg.

## Ausrüstung
Auf der MSC Orchestra befinden sich 20 Rettungsboote mit einer Kapazität von 3000 Personen sowie 93 Rettungsinseln mit einer Kapazität von 2325 Personen. Das Schiff hat 5925 Rettungswesten für Erwachsene, 800 für Kinder (bis 43 kg), 175 für Babys und 75 für übergewichtige Passagiere. Auf dem gesamten Schiff gibt es 559 Feuerlöscher (CO2 und Pulver). Zur technischen Ausstattung gehören ein X- und S-Band-Radarsystem (ARPA) mit einer Reichweite von 48 Seemeilen (77 km), ein Doppler-Sonar (Dolog), ein elektromagnetisches Geschwindigkeitslogsystem (EM Log) sowie ein Echolotsystem. Des Weiteren verfügt das Schiff über ein Automatisches Identifikationssystem (AIS). Alle Systeme sind zur Ausfallsicherheit mehrfach vorhanden.
Für den maximalen Komfort der Passagiere wurde das Schiff mit dem MABS-System (Multi Air Blowing System) versehen. Bei diesem System sind Düsen unter dem Heck platziert, die ein Luftpolster erzeugen. Dieses wirkt als Dämpfer zwischen der Hülle und den durch die Propeller erzeugten Vibrationen am Heck. Die Geräuschkulisse der Dieselmotore wird dadurch ebenfalls um 5 dB gesenkt.

## Trivia
Als das Schiff 2010 in Dover, England, lag, wurden acht Passagiere, vier Bulgaren und vier Litauer, nach dem Fund von 35 kg Kokain festgenommen. Anfang 2011 wurden alle zu mehrjährigen Haftstrafen verurteilt.